# Pampa de Achala
Pampa de Achala (más comúnmente llamada Achala), es el nombre dado a una vasta región que se encuentra en el centro de las Sierras de Córdoba, ubicadas dentro de las Sierras Pampeanas y situadas en el centro-noroeste de la República Argentina. 
Es un área escarpada, con escasa vegetación, que se encuentra a una altitud media de 2.000 m s. n. m. y posee singularidades ecológicas, biológicas, orográficas e hidrográficas. La región está protegida por decreto provincial N.º361 (31 de marzo de 1999), y su denominación oficial es Reserva Hídrica Provincial Pampa de Achala. Esto se debe a que la región es cabecera de cuenca de la gran mayoría de los cursos de agua que atraviesan la provincia, y parte de la región pampeana argentina.

## Toponimia
Su nombre proviene de la lengua quechua, y se cree que hace referencia a los habitantes originarios de la región: los comechingones. Según el diccionario de la Academia Mayor de la Lengua Quechua, achala: s. Adorno. Vestido lujoso. Atavío llamativo || Arg: Juguete de niños (sic). Varios términos quechuas, llevan la palabra achala. Un término muy cercano es achalay: v. Ataviar, adornar, acicalar. Según el diccionario del Dr. González de Holguín, el término achala no existe como tal, pero sí encontramos achallay y achallay ñichini: Causar algo, admiración de sí.

En el Alero Quechua Santiagueño encontramos que el término Achala hace referencia a un lugar abierto, espacioso, pero como exclamación es ¡Que lindo!, ¡Que precioso!, aunque el término correcto sería Achalay: ¡Achalay! Ancha sumaq!, ¡Ay, que cosa rica!
Podría ensayarse una hipótesis haciendo referencia a las prendas que llevaban los antiguos habitantes de la región, para amortiguar la rigurosidad del clima, o a las características geográficas de la región, pero bien podría hacer referencia a los habitantes de esta comarca tan particular.
Ciertamente no hay una certeza del significado del término, siendo todas hipótesis.

## Geografía física

### Descripción general
La Pampa de Achala se encuentra en la provincia de Córdoba (Argentina). Está situada en la región de las Sierras Grandes, conformada por la Sierra de Los Gigantes al norte, y las Cumbres de Achala en el centro y sur.
Es un área escarpada, con pequeñas planicies elevadas, de escasa pendiente y suelo de características rocosas. Su formación se originó por el levantamiento de la placa tectónica este, debido a las presiones laterales que la llevaron a su quiebre, y su posterior superposición sobre la placa oeste, dando origen a la 'Falla de Los Gigantes'. En estas pequeñas planicies elevadas, se mantiene y desarrolla un escaso suelo, que permite el desarrollo de pastizales de altura, con bajo contenido nutritivo, pero suficiente para permitir la cría de ganado. Además dio origen a una intrincada red hídrica subterránea que abastece una infinidad de vertientes.
Se extiende entre los 1.500 y 2.790 m s. n. m. Dentro de esta región, existen numerosas y profundas quebradas formadas por paredes verticales de entre 600 y 800 m con más de 1.000 m de ancho. La más importante y conocida es la Quebrada del Condorito, aunque también existe la Quebrada del Yatán, Quebrada de Batán, Quebrada del Sur, Quebrada de Nono y la Quebrada de Corralejos entre otras.
En todas estas quebradas, se forman microclimas que permiten el desarrollo de nichos, con numerosas endemias (asociación de especies que no cohabitan en otro lugar del planeta), dignas de estudio y observación. Sin embargo, en general, el acceso a todas estas quebradas, es muy dificultoso, debido a dos motivos principales: el terreno es sumamente escarpado, y torna difícil el acceso para cualquier tipo de vehículo, y solo a pie, a lomo de mula o de a caballo, se pueden alcanzar los sitios de interés. El segundo motivo radica en que muchas de estas áreas, son terrenos privados, por ende el acceso está prohibido.

### Cartografía

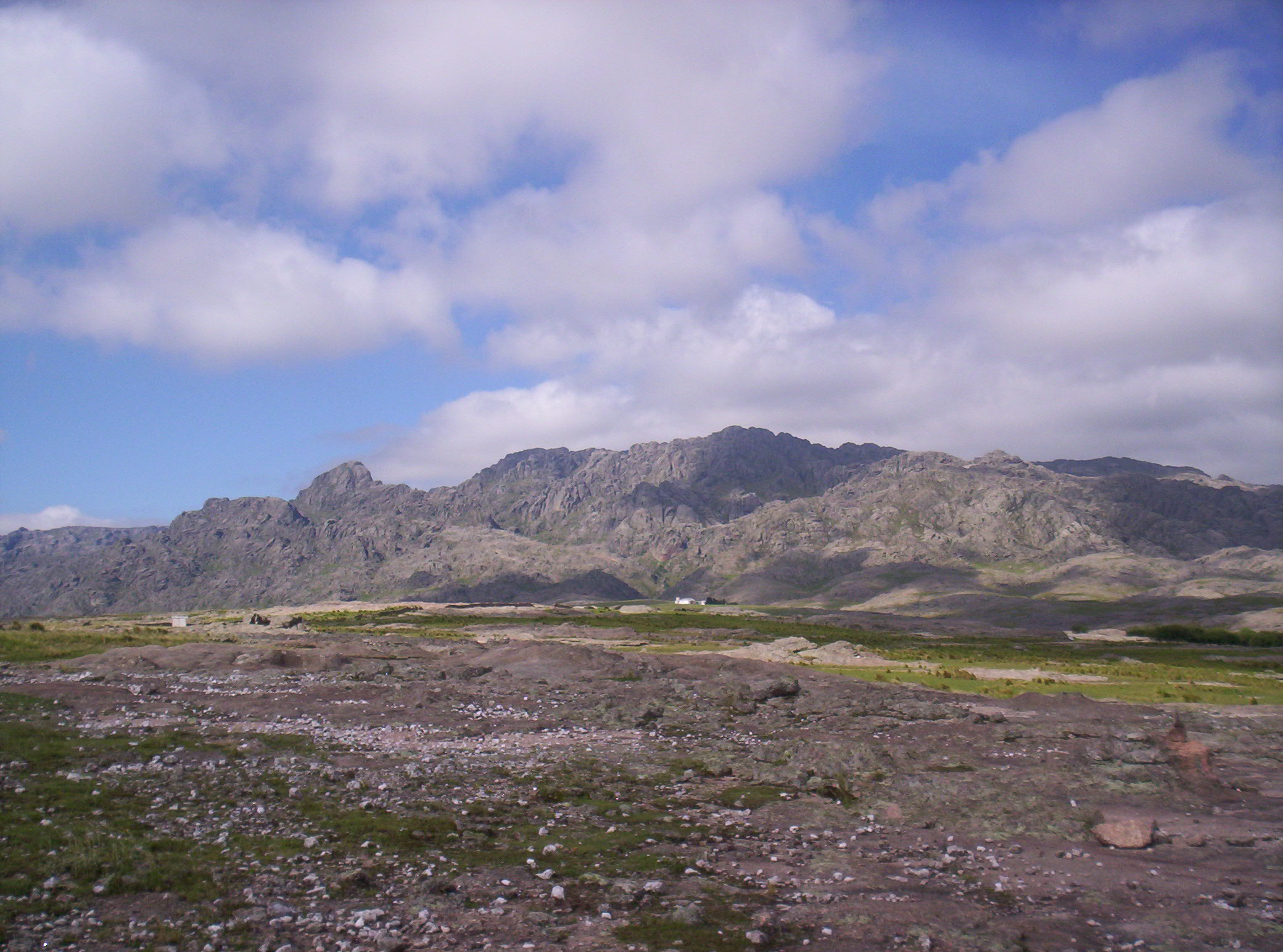
El cerro Los Gigantes, límite norte de la Pampa de Achala con 2.340 m s. n. m.

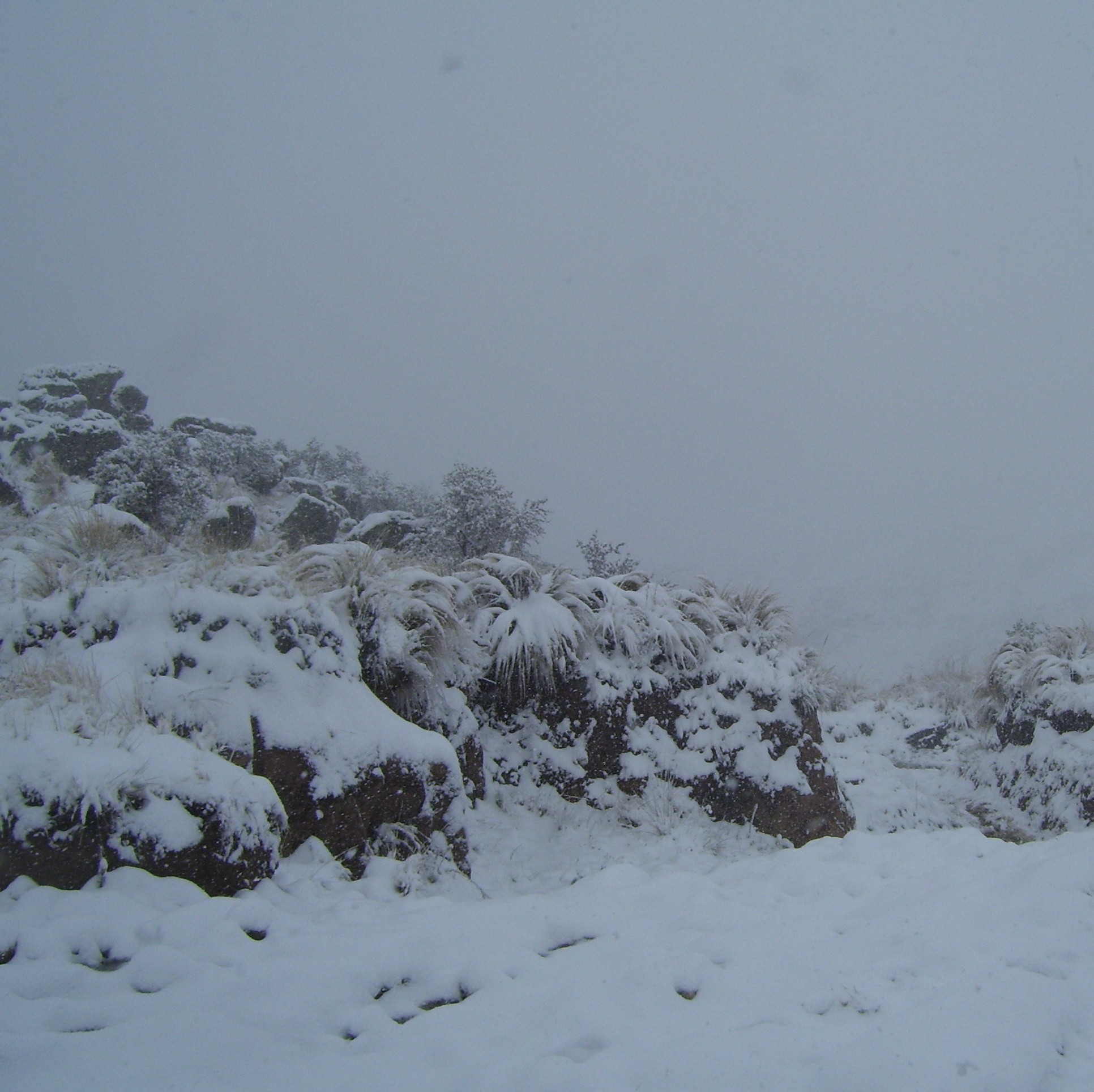
Intensa nevada en el lado oeste del Cerro Champaquí. Límite sur de la Pampa de Achala.

Existen numerosos mapas disponibles en Internet de la región, y pueden ser consultados por cualquier interesado.
Vista General de la Pampa de Achala. Se puede apreciar la región como una gran masa rocosa extendida de norte a sur, y atravesada por una sola ruta: la ruta provincial N° 34, también conocida como Camino de las Altas Cumbres.

### Posición, límites y extensión
La región abarca el sur del departamento Cruz del Eje, sudoeste del departamento Punilla, este de los departamentos San Alberto y San Javier y oeste del departamento Calamuchita.
La Pampa de Achala fue creada para proteger la región. Sus límites, están establecidos por accidentes geográficos: el límite Norte alcanza la ruta provincial RP 28 (antiguamente Ruta Nacional RN 20), que circunda el macizo Los Gigantes, el límite sur es el cerro Champaquí de 2.884 m s. n. m. Sus límites este y oeste, los establece la cota de altura de 1500 m s. n. m. En esta región se encuentran las mayores alturas de la provincia, siendo el cerro antes mencionado, el más alto de toda la provincia y gran parte de la región.
Su extensión es de unos 65 km de norte a sur, y 24 km de este a oeste, lo que representa un área de aproximadamente 150.000 ha (para obtener este valor aproximado, se poligonaron los extremos norte y sur, con los límites este y oeste). De esta superficie, 40.000 hectáreas corresponden al parque nacional Quebrada del Condorito.

### Accesos

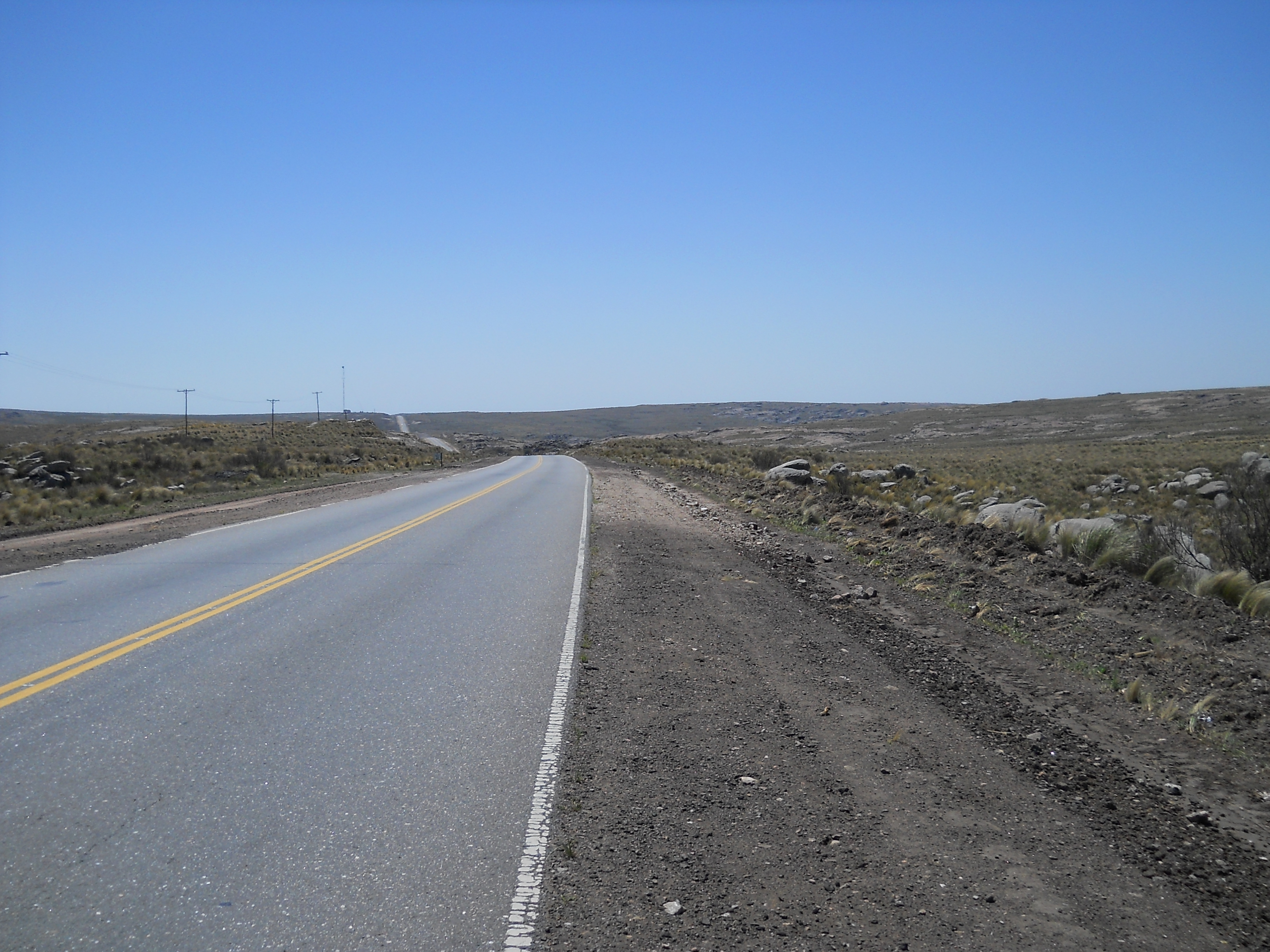
Ruta provincial N°34 (o Camino de las Altas Cumbres), llamada 'Jorge Raúl Recalde', en homenaje a este piloto de rally, oriundo de la región

Los accesos a la Pampa de Achala son escasos. Su particular geografía, rocosa y altamente escarpada, hace que abrir caminos sea una labor difícil, amén de no poseer una alta demanda turística. Sin embargo, los pocos que existen, son suficientes para cubrir las necesidades de los pocos habitantes de la región.
Todos los caminos son de jurisdicción provincial, y solamente uno está asfaltado, al que convergen la mayoría de las demás vías de acceso.
1)  Ruta Provincial 34 , Camino de las Altas Cumbres o Jorge Raúl Recalde – Esta es la principal vía de acceso a la región. La atraviesa en sentido oeste-este y es la única asfaltada en su totalidad. Es el nexo de unión entre el Valle de Traslasierra y el centro y este de la provincia. En su recorrido, supera los 2300 m s. n. m. y desde o hacia ella, convergen casi todas las demás vías de comunicación. Se la puede acceder desde la  RP C45  en el este, o la  RP 14  en el oeste. También está la  RP E 96  que la cruza, antes de que inicie el ascenso, desde el faldeo oriental, en cercanías de la Estación Terrena Bosque Alegre y Las Jarillas. Esta ruta, además, permite el acceso al primer parque nacional de la provincia, el parque nacional Quebrada del Condorito.
2)  Ruta Provincial 28  – Si bien esta vía de comunicación (ubicada unos 30 km al norte de la anterior, y paralela a la misma), no se encuentra dentro de la región de la Pampa de Achala propiamente dicha, nos permite acceder al extremo norte de la misma, la sierra de Los Gigantes, luego de recorrer unos 35 km desde la  RN 38 (km 20)  o 55 km desde la  RP 15 (km 64) , en Taninga, y ascender hasta los 1700 m s. n. m. Allí, la actividad del alpinismo, encuentra su máxima expresión en toda la provincia y varios clubes de la especialidad, poseen refugios apropiados. Allí también se realiza la recuperación del bosque nativo con especies propias de la región Tabaquillo.
3)  RP 14  – Esta ruta fue la primera vía de comunicación que se construyó, y que se mantuvo en uso hasta mediados de la década de 1980, cuando fue habilitada la  RP 34 . Desde ese momento, esta vía de comunicación, quedó fuera de uso, excepto para actividades de trekking, mountan bike, motocross y, anualmente, utilizada por los vehículos del WRC. Se encuentra asfaltada solamente los primeros 46 kilómetros (Carlos Paz – Copina), y los últimos 97 (Cura Brochero – La Ramada), donde finaliza, en el límite con la provincia de San Luis. El tramo oriental de esta ruta, es conocida como Camino de los puentes colgantes, debido a la presencia de cinco puentes construidos para sortear cursos de agua. Fue originariamente trazada sobre la huella de herradura de animales y lugareños. El tramo occidental, es conocido como El Giulio (por el paraje Giulio Césare). El 17 de diciembre de 2016, en un acto oficial, recibió el nombre de Camino del Peregrino, por ser el recorrido que año tras año, un nutrido grupo de personas, realizan una peregrinación por esta senda, hasta la ciudad de Cura Brochero, donde descansan los restos mortales de San José Gabriel del Rosario Brochero, más conocido como El Cura Gaucho
4)  RP S 521  – al igual que la Ruta Provincial 14, esta ruta existe desde tiempo inmemorial. Su trazado discurre de norte a sur, uniendo la  RP 28  en el paraje Tala Cañada, con la  RP 34 . Tiene una extensión de 46 km aproximadamente y su importancia radica en dos aspectos: el primero es que esta ruta es parte del trazado de una competencia ciclística de montañismo denominada Vuelta de las Altas Cumbres, el segundo es que es utilizada para acceder a una escuela de alta montaña, la escuela hogar Padre Liqueno. Esta escuela ocupó la primera plana de los diarios a nivel nacional allá por el año 1986, cuando cinco niños escaparon del albergue y debido a la rigurosidad del clima, cuatro de ellos perecieron congelados, pasando a la historia como Los Niños de hielo.
5)  RP S 531  – Esta ruta, nace en la  RP 34 , y luego de recorrer 36 extensos y escabrosos kilómetros, entre rocas y cursos de agua, finaliza en otra escuela de alta montaña: la Escuela Ceferino Namuncurá, que, a más de 2400 m s. n. m., anualmente inicia su ciclo lectivo, al comenzar la primavera, finalizándolo el 25 de mayo. En 2018, cumplió sus bodas de oro.
6) Finalmente, tenemos la  RP S 279  – Esta última vía de comunicación, al igual que la  Ruta Provincial 28 , no se encuentra dentro de la geografía de la Pampa de Achala, pero a través de ella, se puede acceder al extremo sur de la misma, el cerro Champaquí, cuyos 2790 m s. n. m., lo transforman en la máxima altura de la provincia y de toda la vasta extensión de tierra entre éste y el Océano Atlántico.

### Geología

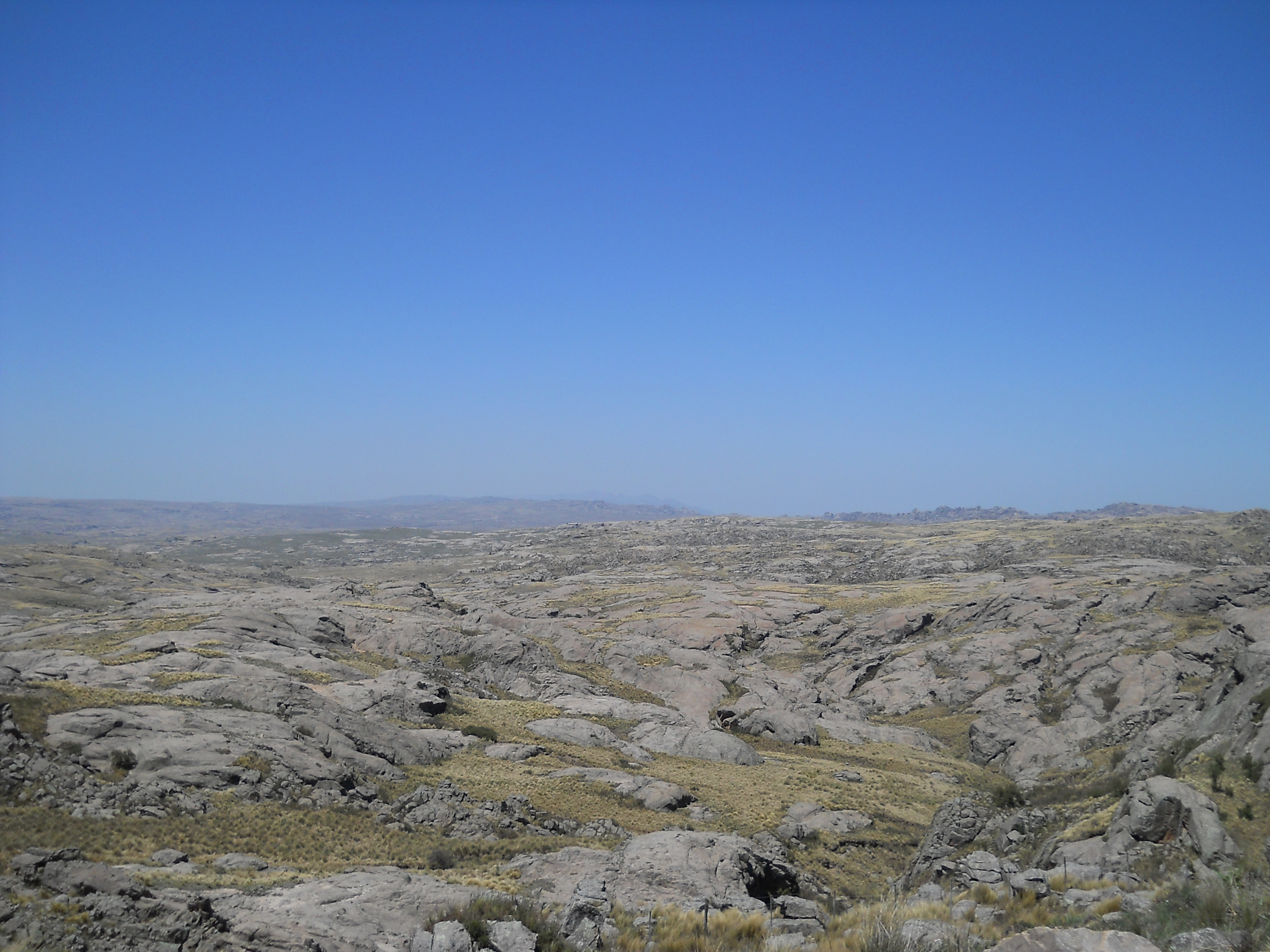
Desde la ruta 34 hacia el sur. Al fondo, apenas perceptible, el cerro Champaquí

La evolución geológica de la Pampa de Achala no puede aislarse de la evolución de las Sierras de Córdoba y San Luis. La historia geológica de éstas, se remonta a 15 millones de años, con la formación de una cuenca sedimentaria que luego fue sometida a deformación como fruto de enormes presiones horizontales.
Son bloques de basamento elevados por fallas inversas de rumbo aproximado norte-sur,  convergencia al oeste, que están compuestos por rocas metamórficas  y  ígneas del Neoproterozoico a Paleozoico Inferior, afectadas por varios ciclos orogénicos sucesivos: las orogenias pampeana, del Proterozoico superior-Cámbrico medio (Rapela et al. 1998), famatiniana, del Ordovícico inferior a medio (Aceñolaza y Toselli 1976; Dalla Salda 1987) y achaliana, del Devónico medio al Carbonífero inferior (Sims et al. 1998; Stuart-Smith et al. 1999), que estarían relacionadas con sucesivas etapas de convergencia y colisión de terrenos con el cratón del Río de la Plata, a lo largo del margen proto-andino de Gondwana (sic). Aquí, hubo intrusiones de grandes cuerpos ígneos –batolitos– de composición granítica, produciendo la elevación de la naciente montaña. En la Era Terciaria se activaron las viejas estructuras y se generaron otras nuevas. Junto con la deformación se desarrolló un notable vulcanismo en la región occidental y, por último, a fines de la misma era y comienzos de la Cuaternaria, toda la región sufrió un alzamiento general conformando así las actuales serranías.

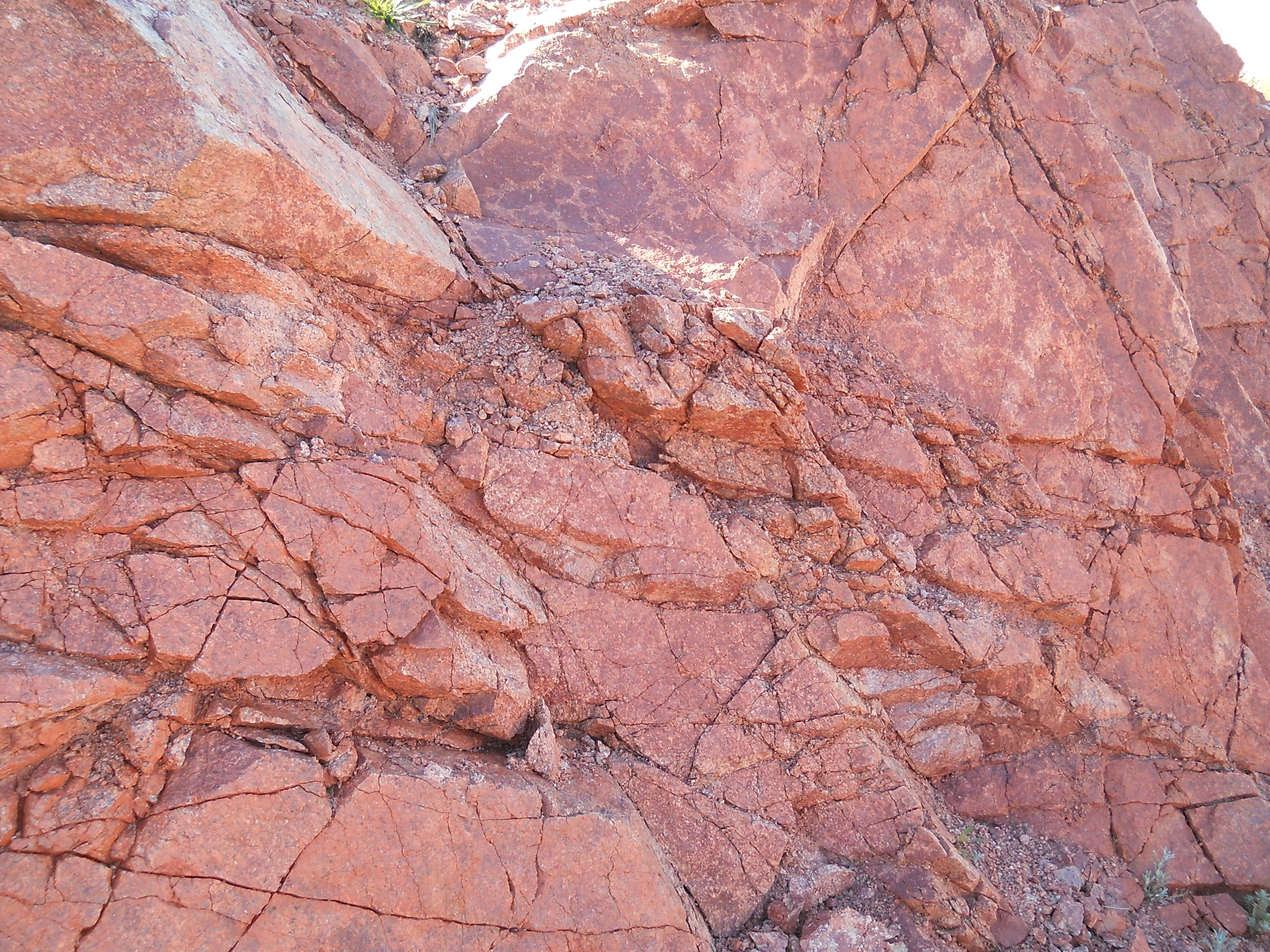
Algunas de las rocas de Achala, en cercanías del paraje: 'La Pampilla'

Las fuerzas tectónicas actuantes en el plegamiento andino generaron presiones horizontales desde el oeste y, debido a la rigidez de los materiales subyacentes, provocaron la existencia de fallas, casi todas en dirección norte-sur y con una consiguiente alineación de los cordones. El resultado fue el que se aprecia en la actualidad, un cordón montañoso con laderas occidentales abruptas y laderas orientales con pendiente suave, que permitió la formación de lagos naturales y quebradas de gran valor ecológico. En estos cordones montañosos, están representados los tres tipos de rocas: metamórficas, sedimentarias y ígneas o graníticas.
Todos estos movimientos orogénicos, dieron origen a nuestra Pampa de Achala.
Geoquímicamente comprenden granitos calco alcalinos a alcalinos, meta aluminosos a peraluminosos; son más abundantes los granitos y monzogranitos, pero también aparecen granodioritas, leuco granitos y tonalitas. Contienen con frecuencia enclaves mágicos, diques lamprofíricos y de aplita-pegmatita. Por su composición química se ubican dentro del campo de los granitos colisiónales o de intraplaca (Rapela et al. 1990), y se los ha interpretado como producto de la fusión parcial de la corteza debido a cambios en el régimen térmico durante la elevación regional (Otamendi et al. 2002).
Con posterioridad el basamento de las Sierras Pampeanas fue afectado por una sucesión de eventos extensionales en el Paleozoico superior (ciclo gondwánico) y en él Cretácico, este último acompañado por un amplio magmatismo efusivo básico, y finalmente por la orogenia cenozoica del ciclo Ándico, que produjo la morfología actual de bloques volcados hacia el este, con actividad hasta el presente. La tectónica frágil ándica está representada por fallas inversas entre las que se destacan en las sierras de Córdoba las de Altas Cumbres, Los Gigantes-Copina (NNO) y La Cumbrecita (NNE) (sic)

### Orografía
Las más usuales aquí son las rocas metamórficas, formadas a partir de un basamento plutónico-metamórfico de la edad precámbrica, compuesto en su mayor parte por metamórficas de grano grueso (gneis y migmatitas), interrumpido por grandes manifestaciones graníticas (batolitos), muy comunes en la Pampa de Achala. Encontramos principalmente cuarzo, mica, biotita y moscovita. Magnetita, fluorapatita, rutilo, clorita, caolinita y minerales uraníferos. Este último, ha generado grandes controversias respecto de su obtención, debido al alto grado de contaminación que implica su extracción.

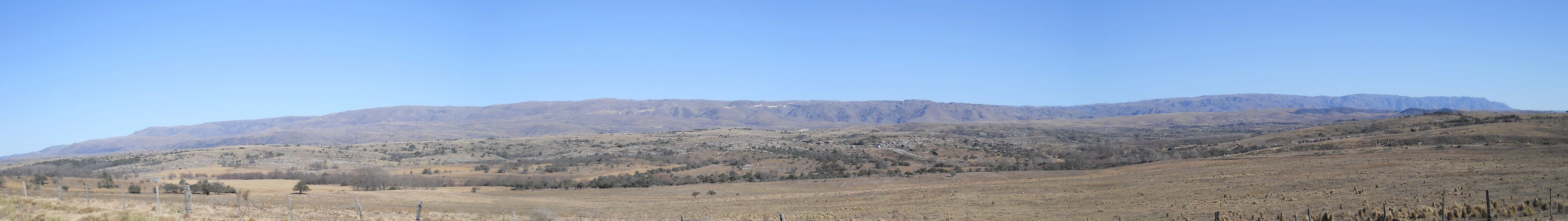
Panorámica de la región. A la derecha se distingue la Sierra de Los Gigantes, en el centro y la izquierda Cumbres de Achala. Estos cordones montañosos conforman la Pampa de Achala a lo largo de 60 km

### Sismicidad
La sismicidad de la región de Córdoba es frecuente y de intensidad baja, y un silencio sísmico de terremotos medios a graves cada 30 años en áreas aleatorias. Sus últimas expresiones se produjeron:
- 22 de septiembre de 1908 (116 años), a las 17:00 UTC-3, con 6,5 Richter, escala de Mercalli VII; ubicación 30°30′0″S 64°30′0″O / -30.50000, -64.50000; profundidad: 100 km; produjo daños en Deán Funes, Cruz del Eje y Soto, provincia de Córdoba, y en el sur de las provincias de Santiago del Estero, La Rioja y Catamarca[9]

- 16 de enero de 1947 (78 años), a las 2:37 UTC-3, con una magnitud aproximadamente de 5,5 en la escala de Richter (terremoto de Córdoba de 1947)[10]

- 28 de marzo de 1955 (70 años), a las 6:20 UTC-3 con 6,9 Richter: además de la gravedad física del fenómeno se unió el desconocimiento absoluto de la población a estos eventos recurrentes (terremoto de Villa Giardino de 1955)

- 7 de septiembre de 2004 (20 años), a las 8:53 UTC-3 con 4,1 Richter

- 25 de diciembre de 2009 (15 años), a las 21:42 UTC-3 con 4,0 Richter
- 11 de septiembre de 2013 (11 años), a las 22:43 UTC-3 con 4,7 Richter

### Clima
El clima de la región es templado. Las temperaturas máximas anuales se ubican entre los 25 °C y 30 °C, muy raramente superando los 30 °C (de hecho, no ocurre todos los años), y las mínimas, oscilan entre los -10 °C y -25 °C, dependiendo de la magnitud de las olas polares. Las heladas ocurren desde finales de marzo hasta finales de octubre, aunque de manera muy aislada y no todos los años pueden producirse en diciembre, enero y febrero. 

Al igual que el clima en cualquier región de alta montaña, las condiciones climáticas cambian bruscamente en cuestión de minutos.

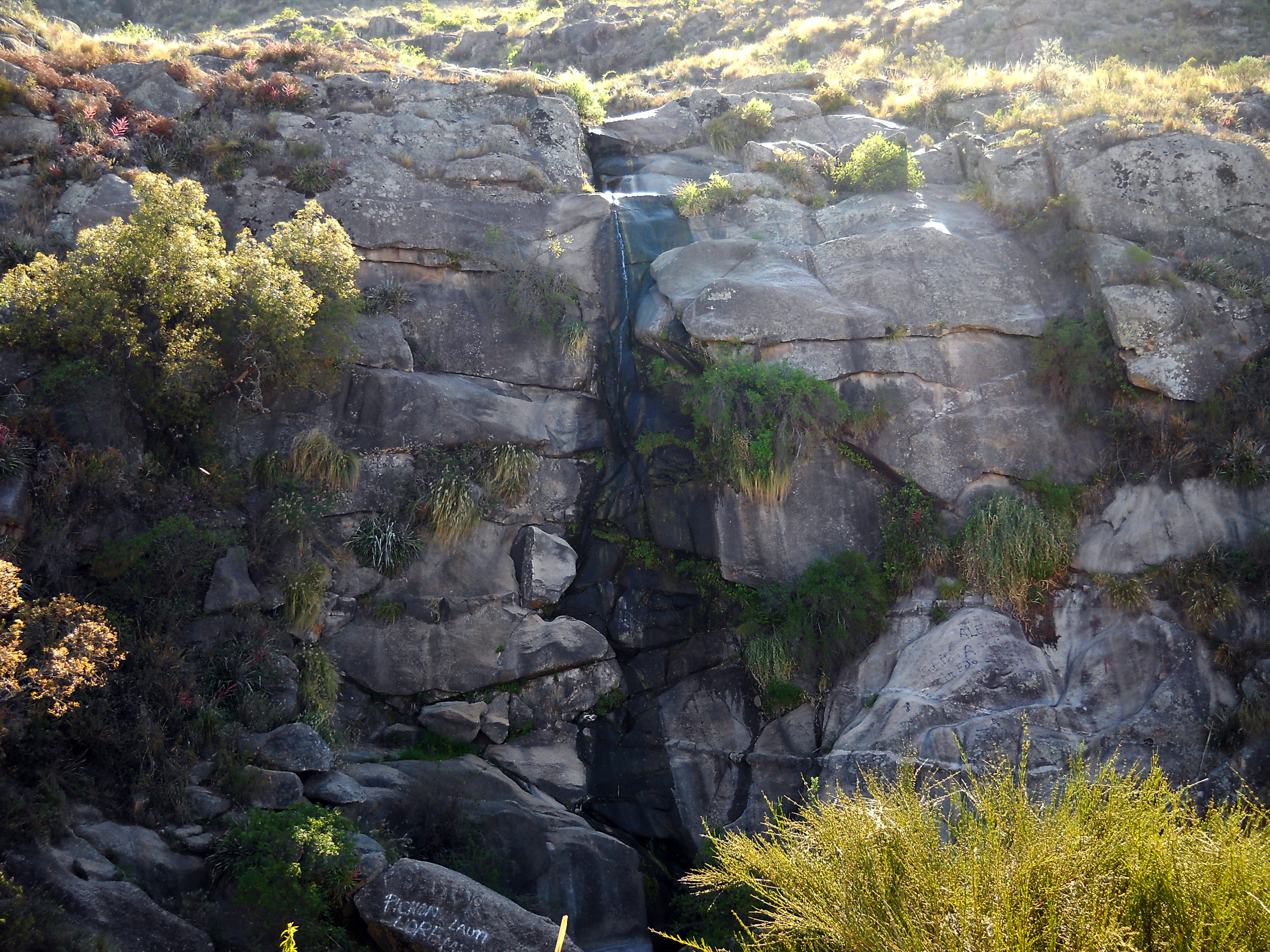
A lo largo de toda la Pampa de Achala, se pueden encontrar centenares de vertientes (o surgentes), de los que brota agua de gran pureza.

### Hidrografía
Las precipitaciones promedian los 800 mm. En época estival son en forma de lluvia y en invierno, mayoritariamente, en forma de nieve. La neblina es común todo el año debido a los vientos húmedos del este, contrario a estos, los vientos fríos del sur, no son infrecuentes.
Una intrincada red de arroyos, estanques, lagunas y vertientes, le dan a esta región, la característica de funcionar como una esponja que absorbe y mantiene la humedad a lo largo del año, proveyendo en forma dosificada y permanente, el líquido elemento a la mayoría de las fuentes de agua de las que se abastece gran parte de la población de la provincia. Es un área natural de captación de precipitaciones, que nuclea varias cabeceras de cuenca. Por este motivo, el estado provincial decretó la región como Reserva Hídrica provincial Pampa de Achala.

### Bioma
Su particular ecorregión, definida por la confluencia de provincias biogeográficas como la Chaqueña del Espinal, Pampeana y del Monte, ha recibido influencia de numerosas corrientes florísticas y faunísticas, esto provoca que por sus características biogeográficas, se la considere una "isla" ya que se distingue de otros espacios dentro del ambiente chaqueño, por la altura y las especies que la habitan.

### Flora

#### Generalidades

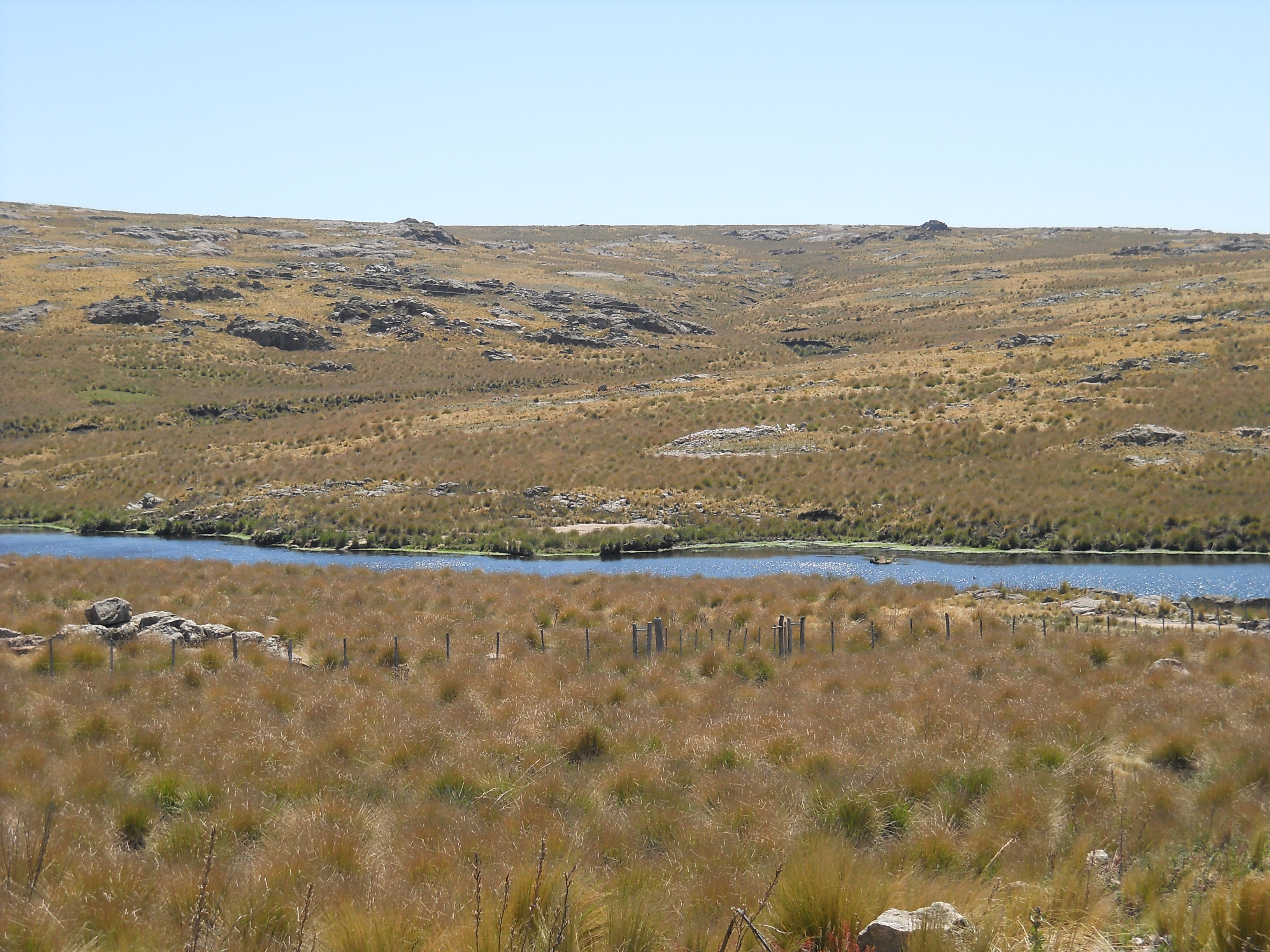
La escasa vegetación está compuesta por pastos duros y de baja palatabilidad

Aquí convergen provincias fitogeográficas chaqueña, andina, patagónica y magallánica.
La confluencia de estas corrientes tan diversas, confiere al área una síntesis de microclimas que da por resultante una marcada unicidad, acentuada por la presencia de endemismos, cuyo número probablemente sea mayor al conocido en la actualidad.

#### Especies vegetales

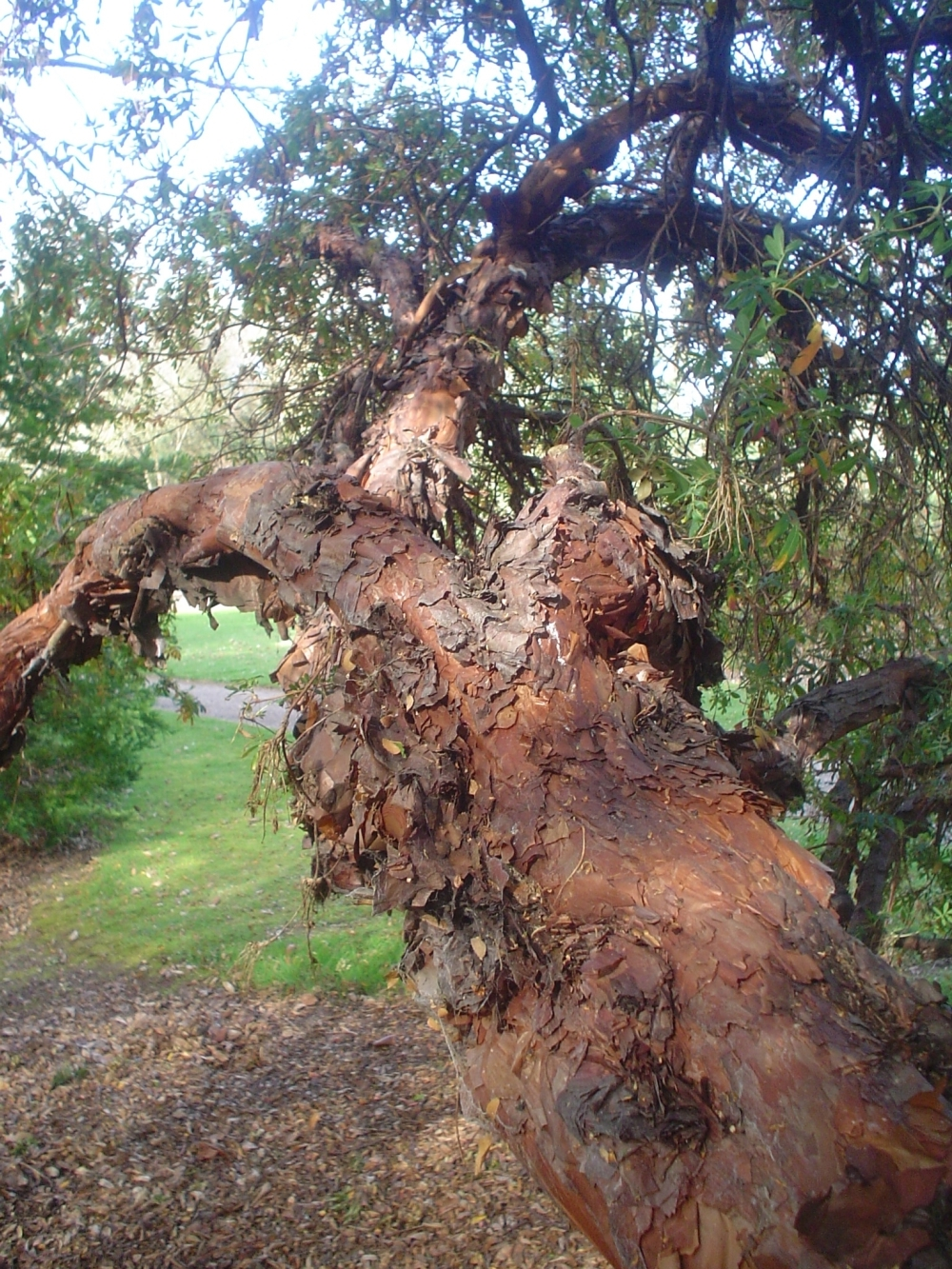
Ejemplar de tabaquillo.

En las quebradas y laderas se forman bosquecitos de tabaquillo y maitén, llamado en la zona serrana «quebracho», cuya coexistencia es un fenómeno biogeográfico único.
El tabaquillo tiene parientes que se distribuyen a lo largo de los Andes desde Venezuela hasta la Argentina, mientras que el maitén proviene de los bosques del sudoeste argentino (bosque frío andinopatagónico). La mayor densidad de estos bosques se da en las bases de las quebradas, donde adquieren una fisonomía selvática baja con gran cantidad de helechos y epífitas. Tanto los pastizales como los bosquecillos de la "pampa" y de las quebradas respectivamente, se componen de plantas de orígenes muy diversos. Algunas que ascienden por la vertiente oriental de las sierras son originarias de la región austro-brasileña; otras especies de carácter netamente andinas, encuentran en la Pampa de Achala su distribución más austral. Contrariamente, numerosas especies del sur de Argentina alcanzan en esta región su distribución más boreal.
También los paredones rocosos de las quebradas y los afloramientos graníticos de la Pampa de Achala, aparentemente sitios desprovistos de vegetación y de fauna, representan hábitats muy diversos, capaces de sostener en sus grietas y fisuras, una flora y una fauna de notable interés científico.
A medida que desciende la altitud, por debajo de los 1.500 m s. n. m., los pastizales duros de altura, son reemplazados por matorrales, donde predomina el arbusto romerillo. Los matorrales de altura dan lugar al bosque chaqueño serrano (hasta 1300 m s. n. m.), con árboles de molle, horco quebracho y coco.

### Fauna

#### Generalidades
Las características de esta área se corresponden principalmente con la región Andino-Patagónica ya que las especies típicas de la llanura encuentran en la altitud una limitante para su distribución. El aislamiento geográfico ha favorecido en esta región, procesos de diferenciación en su elenco faunístico.
Biólogos y avistadores de aves de todo el mundo viajan a la Pampa de Achala para observar sus endemismos.

#### Anfibios
Entre los anfibios batracios pueden mencionarse especies endémicas como el sapo de Achala (Rhinella achalensis) y el escuercito de achala (Odontophrynus achalensis).

#### Aves
Once subespecies y una especie de aves en géneros de Paseriformes de linaje andino-patagónico, son exclusivas de la zona:
caminera ala colorada (Geositta rufipennis ottowi), caminera común (Geositta cunicularia contrerasi), remolinera oscura (Cinclodes olrogi), remolinera castaña (Cinclodes atacamensis schocolatinus), canastero pálido (Asthenes modesta cordobae), canastero manchado serrano (Asthenes sclateri sclateri), gaucho cola blanca (Agriornis montana fumosus), dormilona cenicienta (Muscisaxiola rufivertex achalensis), piquito de oro grande (Catamenia inornata cordobensis), frigilio plomizo (Phrygilus unicolor cyaneus), oquencho (Phrygilus plebejus naroskyi), pecho colorado grande (Sturnella loyca obscura) el cual anida en el suelo, y en roquedales de grandes dimensiones con formas caprichosas.
Los paredones más inaccesibles son utilizados como sitios de nidificación por el águila escudada (Geranoaetus melanoleucus), el halcón peregrino (Falco peregrinus), y el cóndor andino (Vultur gryphus), el cual es la especie más conocida, de la que se tenían registradas 101 ejemplares a finales de 2007. Se han avistado ejemplares de cóndor real (Sarcoramphus papa).

#### Mamíferos
Entre los mamíferos la subespecie endémica es el zorro colorado (Pseudalopex culpaeus smithersi), especie en peligro de extinción. Comparten este hábitat unas 30 especies de mamíferos no endémicos: el puma ( Felis concolor) calificado como vulnerable, y el "gato pajero" (Oncifelis colocolo), el hurón (Galictis cuja), el gato montés (Oncifelis geoffroyi), pequeños roedores y la liebre europea que resulta también abundante. Se ha reincorporado al guanacos, especie que habitaba la región y que fuera desapareciendo lenta pero inexorablemente hacia principios del siglo XX.

#### Invertebrados
Se encuentra bajo las piedras un escorpión (Urophonius achalensis). De las numerosas especies de artrópodos, destacan por sus dimensiones los nidos y caminos de la hormiga cortadora colorada (Acromyrmex-striatus).

#### Reptiles

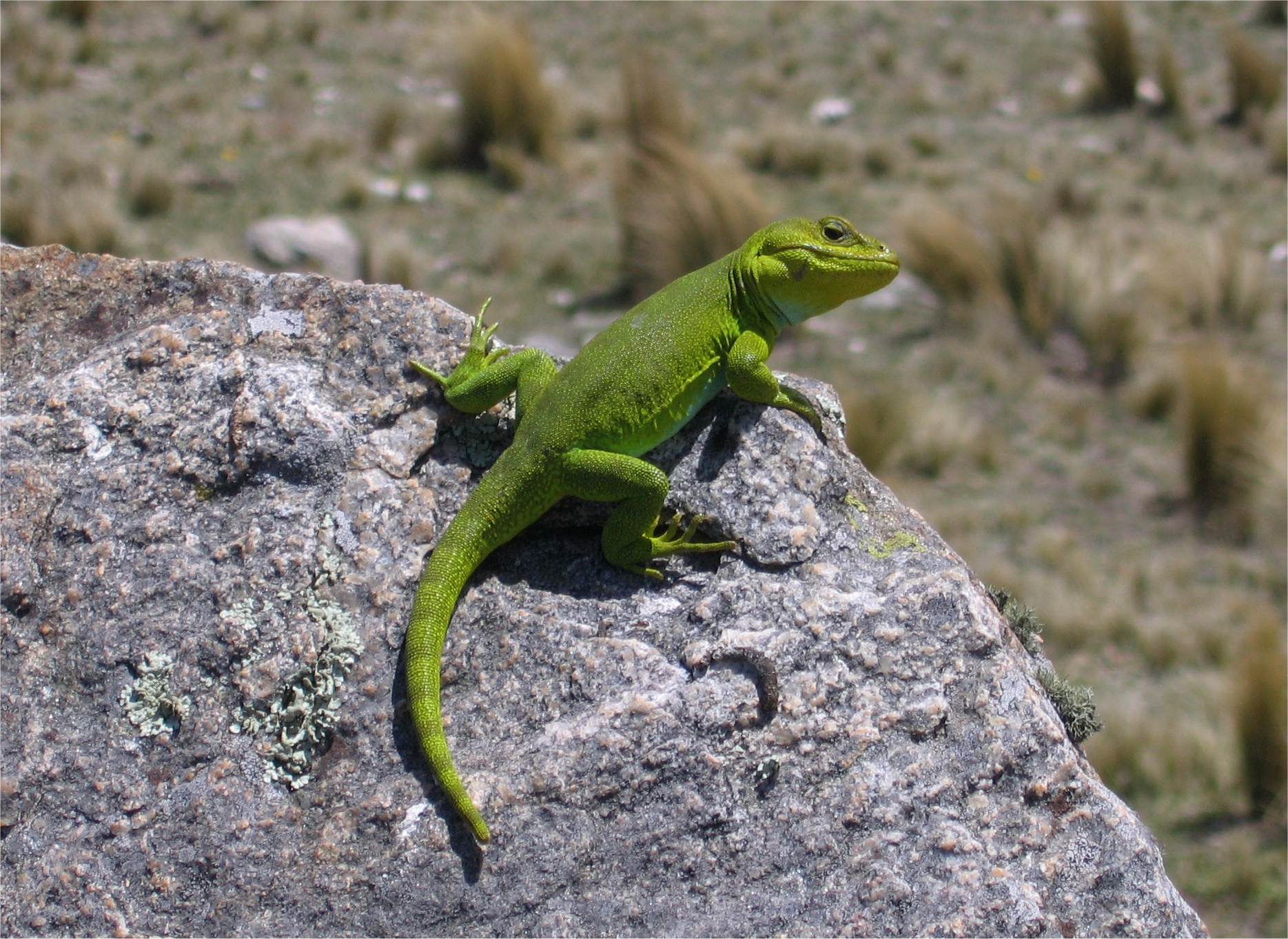
Lagarto verde de Achala (Pristidactylus achalensis).

Bajando hacia los arroyos se encuentran zonas inundables (vegas, ciénagas) y pajonales altos donde la culebra listada (Liophis anomalus) se alimenta de las ranitas de zarzal (Hypsiboas cordobae). Se encuentra una especie de saurio endémica: el lagarto verde de achala (Prystidactilus achalensis). La yarará ñata (Bothrops ammodytoides) es la única víbora venenosa.

#### Peces
Los ejemplares más comunes en los cursos de agua de la Pampa de Achala son la trucha arco iris, fontinalis, la mojarrita y algunos dientudos.

## Geografía política

### Biogeografía humana

#### Historia
Antes de la construcción del actual camino, acceder a esta región era verdaderamente una tarea faraónica. Sin embargo, con tesón y esfuerzo, un grupo de científicos llevó a cabo, lo que a la postre, sería uno de los acontecimientos más importantes en la historia aeroespacial argentina. En esta recóndita región, donde reinan los vientos, entre los años 1961 y 1963, se realizó el lanzamiento de los cohetes espaciales de la serie Centauro. Estos, si bien tenían como objetivo el estudio de las condiciones climáticas de las capas superiores del espacio, también sirvieron para experimentar con motores de propulsión y diferentes combustibles.
Eran lanzados desde una pequeña base construida a más de 2300 m s. n. m., que se llamó Santo Tomás.
Actualmente (2017), este monumento, extremadamente poco conocido, que conmemora el evento, puede ser visitado por todo el que lo desee ya que es de fácil acceso.
Todos aquellos que trabajaban en este proyecto, se hospedaban en el Hotel El Cóndor, que fuera construido en las inmediaciones, en 1937 por Juan Pablo Reymond. En él, se hospedaron personalidades de gran renombre como José Balseiro, Mario Bunge, Alberto Maiztegui, Ernesto Sabato, y se realizaban discusiones de física, lideradas por el Dr. Enrique Gaviola y el Dr. Guido Beck. Este último, frecuentemente llamaba al hotel Instituto de Física Teórica Pampa de Achala.
El hotel funcionó hasta mediados de 1970, y en 2014, el gobierno intentó, sin éxito, su restauración y puesta en servicio.

#### Primeros habitantes
Los primeros pobladores de la región fueron los Comechingones: pueblo indígena que habitó las sierras pampeanas y de los cuales surgen la mayor parte de los nombres dados a los lugares y parajes de la región.
No se sabe a ciencia cierta si la presencia de estos habitantes en la región se debe a que escapaban de la persecución que realizaban los colonizadores españoles, o porque fueron desplazados por sus congéneres, los Sanavirones. Lo cierto es que, en esta región, los Comechingones encontraron el refugio que buscaban. El terreno escarpado los ponía a salvo de quien los atacara, las pequeñas praderas les brindaban el alimento diario para ellos y sus animales, y los pequeños embalses naturales les brindaban agua.
En la zona de la Pampa de Olaen se encontraron restos de una cultura anterior, la cultura Ayampití.

#### Población actual
La población actual de la región, es extremadamente baja. Los accesos son escarpados y difíciles (en algunos casos solo la mula, el burro y el caballo, son los únicos medios de transporte para poder trasladarse de un sitio a otro). La obtención de agua no es fácil (ésta, percola con gran rapidez hacia las profundidades del suelo rocoso). La electricidad es solamente suministrada por equipos de energía solar, no obstante las dificultades, existen escuelas (Escuela Ceferino Namuncurá, Padre Liqueno, 25 de mayo, etc.) que son puntos de convergencia de los pobladores de la región traducidos en pequeños caserios, de los cuales el más importante es la localidad de Parador El Cóndor, donde el turista cuenta con diversos servicios. Algunas escuelas de la zona, tienen la particularidad de tener su ciclo de actividad desplazado respecto del resto, puesto que en invierno, las temperaturas (que llegan en algunos casos a -20 °C con fuertes vientos y nevadas), obligan a cesar toda actividad y reiniciarla a principios de la primavera. Existen, también, algunos centros asistenciales muy elementales.
La principal actividad de la región, es la cría de ganado caprino, también algo de ganado vacuno y ovino. Estos, sirven de sustento a los pobladores de la región que comercializan el cuero y la lana ya sea cruda o tejida.
Algunos, también se dedican a la alfarería, produciendo piezas de barro que venden a los turistas.

## Geografía económica

### Turismo y ecología

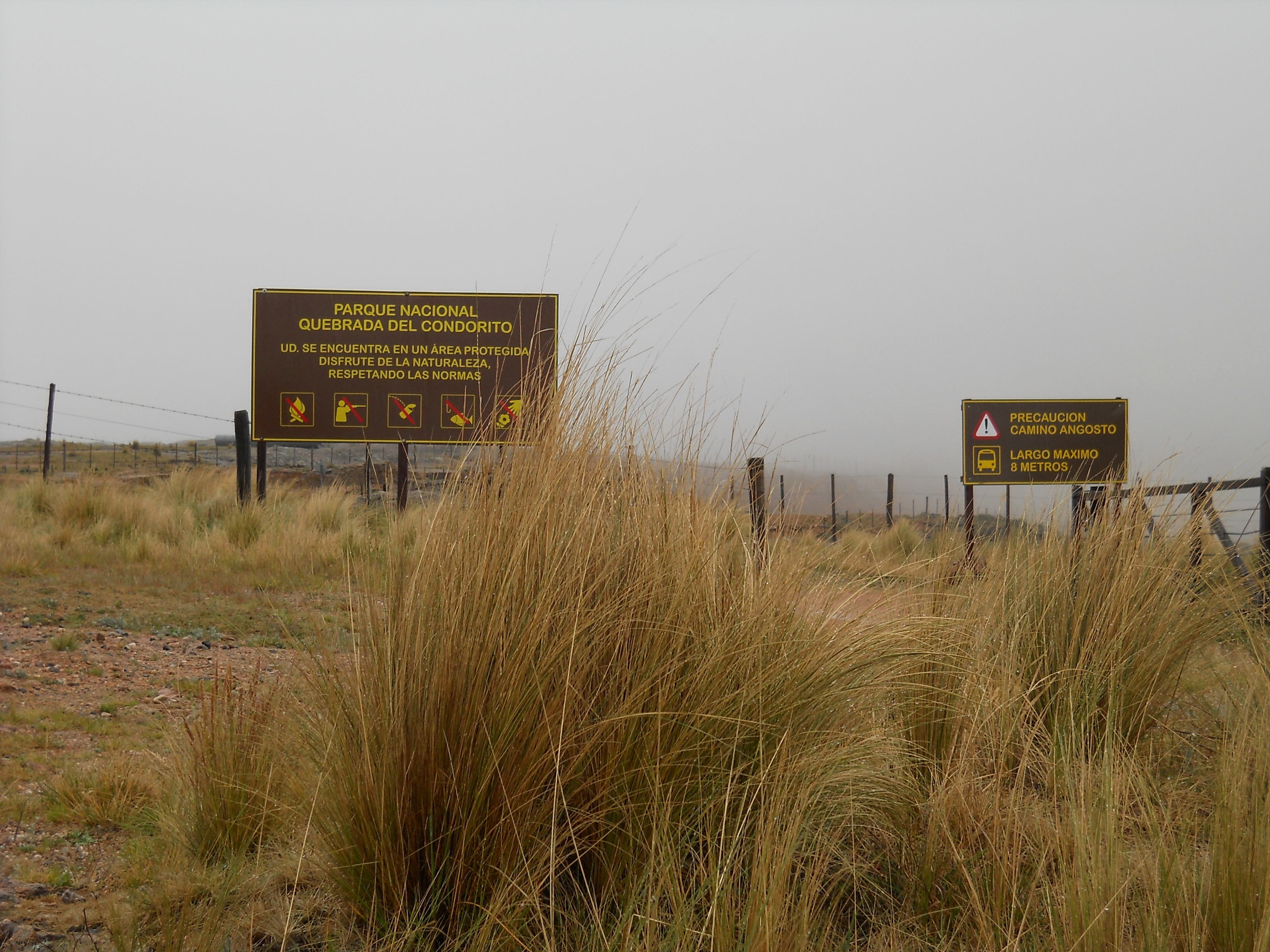
Ingreso al parque nacional Quebrada del Condorito en la Pampa de Achala

Es una región netamente turística a la que no se le ha dado la real importancia que posee. Algunas áreas (Los Gigantes, por ejemplo), poseen refugios de alta montaña que son utilizados por escaladores aficionados, profesionales y grupos Scout.
Durante la temporada estival, los cursos de agua que forman pequeñas playas arenosas en algún recodo del río, atraen algunos turistas.
Capítulo aparte merece el camino de las altas cumbres. Si bien su actual traza es relativamente nueva (el proyecto data de fines de la década de 1950), el trazado original, existe desde antes del siglo XX, y es conocido como camino de los puentes colgantes. Este mismo fue construido sobre la base de la huella de una senda pública de herradura, que era utilizada por caminantes, jinetes a lomo de caballo y de mula.
Su construcción se debe al incansable trabajo del sacerdote José Gabriel del Rosario Brochero, más conocido como el Cura Gaucho.
En la actualidad, este camino, es utilizado como una de las etapas del campeonato mundial de rally, y como atractivo turístico. Sin embargo, la actividad automovilística está generando graves inconvenientes, respecto de las 'Travesías 4x4', ya que el delicado equilibrio ecológico se ve afectado por este tipo de turismo que está comenzando a ser controlado.
Con la declaración de reserva natural (y parque nacional el área de la Quebrada del Condorito), es de esperar que el impacto de la actividad sobre la ecología de la región empiece a ser valorada, medida y controlada, ya que, sabido es que, la presencia del hombre, afecta profundamente la ecología de un lugar.

Desde hace unos años, la Secretaría de Ambiente del gobierno provincial, lleva a cabo un programa de conservación, que involucra a los habitantes de la región. Dicho programa consiste en la entrega de leña decomisada a quienes realizan desmontes en forma descontrolada o no autorizada, a los pobladores de la región, a cambio de conservar y proteger la flora y la fauna de la región.

### Minería
La explotación minera, en la actualidad, es limitada. Está probado que ciertos tipos de explotación minera sin el adecuado control, generan perjuicios ecológicos potencialmente devastadores. Si bien en la región, existen algunas pocas explotaciones mineras, las mismas datan de antes de la creación de la reserva, y operan bajo estrictos controles ambientales. En especial la planta uranífera de Los Gigantes, en la que se extraía y procesaba material para combustible de las centrales nucleares de Embalse y Atucha. En este sentido, ADARSA, está en permanente estado de alerta custodiando la región.

### Legislación
Esta región fue declarada Reserva Hídrica Provincial en 1999. debido a que en esta área, a lo largo del año, se produce la mayor cantidad de precipitaciones de la provincia (ya sea en forma de agua o nieve), abasteciendo la casi totalidad de los recursos hídricos de la provincia y provincias vecinas.
Esto la transforma en una de las cuencas hídricas más importante del centro de la República Argentina.[cita requerida]